# District de Lawas
Le district de Lawas (malais : Daerah Lawas) est un district administratif de l'État malaisien du Sarawak, qui fait partie de la Division de Limbang. La capitale du district est dans la ville de Lawas.

### Liens connexes
- Districts de Malaisie